# Hazelaarrondknopmijt
De hazelaarrondknopmijt (Phytoptus avellanae) is een mijt behorend tot de familie Phytoptidae die voorkomt op hazelaar, boomhazelaar en lambertsnoot.

## Kenmerken
De 0,2 millimeter grote, witgekleurde mijten zijn, zelfs in het volwassen stadium, alleen met een vergrootglas te zien. Het lichaam is langwerpig, madevormig en aan beide zijden secundair geringd. Zoals alle soorten van de superfamilie Eriophyoidea hebben ze slechts twee paar poten.
De larven en nimfen lijken op volwassen mijten, behalve hun grootte.

## Levenswijze
De dieren veroorzaken hun gallen voornamelijk in knoppen van de hazelaar (Corylus avellana), maar zijn ook aangetroffen in knopgallen van de boomhazelaar (Corylus colurna) en de lambertsnoot (Corylus maxima). De besmetting is te herkennen aan aanzienlijk vergrote knoppen, zogenaamde ronde knoppen, die al in de late winter kunnen verschijnen. Deze bereiken een diameter van 10 tot 15 millimeter; bij de hazelaar kunnen ze zelfs 30 millimeter worden. De knopbladeren liggen vaak uit elkaar, maar de knoppen ontkiemen niet. Vanaf de maand mei drogen ze op.
De mijten vallen de verse knoppen aan in juni of juli. De larven komen uit duizenden eieren. De besmetting wordt zichtbaar wanneer de mijten de plantensappen uit de hazelaarknoppen beginnen te zuigen. De knoppen worden groter en veranderen en worden een leefgebied voor de mijten waarin ze overwinteren.

## Verspreiding
De hazelaarrondknopmijt komt voor in Europa en Noord-Amerika.